# شاپور نیاکان
شاپور نیاکان (زادهٔ ۱۳۰۵ – درگذشتهٔ ۱۳۷۲) موسیقی‌دان، نوازندهٔ ویلن، نواساز، پایه‌گذار و سرپرست ارکستر شماره ۵ رادیو تهران بود. 
نیاکان برای خوانندگانی چون: منوچهر همایون‌پور، قاسم جبلی، منوچهر شفیعی، بهرام سیر، اکبر جقه، حسن طاووسی، هوشنگ شوکتی و عده‌ای دیگر آهنگ ساخته و اجرا شده که بسیاری از این آهنگ‌ها در فیلم‌های فارسی به خواست تهیه‌کنندهٔ فیلم‌ها ساخته می‌شد.
از شاگردان شاپور نیاکان می‌توان به داوود مقامی، اسدالله ملک، عباس تجویدی، کریم خوش الحان و سعید قراچورلو اشاره کرد.